# Walter Fabian
Walter Max Fabian (* 24. August 1902 in Berlin; † 15. Februar 1992 in Köln) war ein sozialistischer Politiker, antifaschistischer Widerstandskämpfer, Journalist und Übersetzer. Er war seit 1924 mit der Schriftstellerin und Journalistin Dora Fabian, geb. Heinemann, verheiratet und später mit Anne-Marie Fabian.

## Leben

### Weimarer Republik
Der aus einer liberalen jüdischen Familie stammende Fabian nahm 1920 ein Studium der Philosophie, Pädagogik, Geschichte und Ökonomie auf, welches er an den Universitäten Berlin, Freiburg, Gießen und Leipzig absolvierte und 1924 mit der Dissertation über Das Problem der Autorität bei Friedrich Wilhelm Foerster abschloss. Seit 1920 für sozialdemokratische Zeitungen schreibend wurde er nach der Promotion 1924 engagiertes Mitglied der Deutschen Friedensgesellschaft (DFG) und des Bundes Entschiedener Schulreformer (BESch) und trat der SPD bei. Außerdem war er als Lektor, in der Bildungsarbeit der SPD und ab 1925 als Redakteur der sozialdemokratischen Volksstimme in Chemnitz tätig, wo er auch dem Bezirksvorstand der Partei angehörte; ab 1928 redigierte er in Dresden die sozialdemokratische Pressekorrespondenz Sachsendienst. Als entschiedener Kriegsgegner und Kritiker der Koalitionspolitik der SPD zählte Fabian zum linken Parteiflügel und gab seit 1928 das Zirkular Sozialistische Information heraus und begann vor allem unter den Jungsozialisten und in der Sozialistischen Arbeiter-Jugend (SAJ) linke Kritiker des Parteivorstandes um sich zu sammeln. Für seine Kritik an der Parteilinie und die Weigerung, die Sozialistische Information einzustellen, wurde Fabian im September 1931 aus der SPD ausgeschlossen und trat mit 1000 von 1200 ostsächsischen SAJ-Mitgliedern der wenig später gegründeten Sozialistischen Arbeiterpartei Deutschlands (SAPD) bei. Hier zum linken Parteiflügel gehörend, wurde er zum Bezirksvorsitzenden für Ostsachsen und im März 1932 auch in den Parteivorstand gewählt, ab September leitete er u. a. zusammen mit August Enderle das Parteiorgans Sozialistische Arbeiter-Zeitung.

### Untergrund und Exil
Auf dem nach der Machtübertragung an die NSDAP schon in der Illegalität abgehaltenen Parteitag der SAPD im März 1933 wurde Fabian erneut in den Vorstand gewählt. Seit dem Reichstagsbrand unter dem Decknamen Kurt Sachs klandestin lebend, war Fabian bis zu seiner Flucht im Januar 1935 der Kopf der durch Verhaftungen im Sommer 1933 geschwächten Inlandsleitung der SAPD. Über Prag nach Paris geflüchtet, wurde Fabian Mitglied der Exilleitung der SAPD und war vor allem publizistisch tätig. Zunächst die Volksfrontpolitik unterstützend, entwickelte er sich gemeinsam mit Erwin Ackerknecht und Peter Blachstein zum Zentrum der innerparteilichen Opposition gegen die aus seiner Sicht prostalinistische Politik der Parteiführung um Jacob Walcher und kritisierte die Moskauer Prozesse und die Unterdrückung der POUM. Gemeinsam mit Blachstein und Ackerknecht wurde Fabian 1937 aus der SAPD ausgeschlossen und rief die Gruppe Neuer Weg, deren gleichnamige Zeitschrift er redigierte, ins Leben.
Nach Kriegsbeginn 1939 zeitweise in Frankreich interniert, trat Fabian unter Druck der Fremdenlegion bei, nach der Demobilisierung 1940 war er in Südfrankreich bis zu seiner Flucht 1942 in die Schweiz als Flüchtlingshelfer aktiv. In der Schweiz nahm er nach einer kurzen Internierung im Flüchtlingsauffanglager Adliswil bei Zürich Anfang 1943 seine journalistische Arbeit wieder auf und arbeitete für den deutschen Exil-PEN, den Schutzverband Deutscher Schriftsteller, deren Schweizer Gruppe er zeitweise vorstand, in der gewerkschaftlichen Bildungsarbeit und Flüchtlingsorganisationen. Daneben betätigte sich Fabian beruflich in dieser Zeit als Übersetzer literarischer Werke aus dem Französischen, darunter Werke von Romain Rolland, François Mauriac, Charles Baudelaire und Matéo Maximoff. Weiterhin schrieb er seit Kriegsende Artikel für verschiedene Zeitungen in Deutschland wie die Frankfurter Rundschau und den Weser-Kurier.

### Rückkehr in die Bundesrepublik
1957 siedelte Fabian in die Bundesrepublik über, wo er auf Veranlassung von Otto Brenner Chefredakteur des DGB-Organs Gewerkschaftliche Monatshefte (GMH) wurde, die er bis 1970 leitete. Von 1958 bis 1964 war er darüber hinaus Vorsitzender der Deutschen Journalisten-Union (dju). Die Zusammenarbeit mit der DGB-Führung gestaltete sich schwierig, da Fabian anders als viele andere ehemalige SAPD-Mitglieder an seinen dezidiert linkssozialistischen, „luxemburgistischen“ Anschauungen festgehalten hatte, nicht der SPD (wieder) beigetreten war und ein „Hereinredigieren“ seitens des DGB-Bundesvorstandes in die GMH ablehnte. 1970 wurde Fabian infolge dieser Differenzen vom DGB-Vorsitzenden Heinz Oskar Vetter von seinen Funktionen entbunden.
Ab 1960 gehörte Fabian dem Kuratorium der 1957 gegründeten Deutsch-Israelischen Studiengruppe an der Freien Universität Berlin an. Die studentische Vereinigung setzte sich für die NS-Aufarbeitung, gegen den Antisemitismus und für die Annäherung mit Israel ein.
Seit seiner Rückkehr nach Deutschland engagierte sich Fabian darüber hinaus in der Friedensbewegung, gegen den Vietnamkrieg, für die deutsch-polnische Verständigung und gegen die Notstandsgesetze. Nach dem Ende seiner Tätigkeit für die GMH war Fabian u. a. führend in der Humanistischen Union (der er von 1969 bis 1973 vorstand), der Deutsch-Polnischen Gesellschaft (1977 wurde Fabian deren Ehrenpräsident) und dem P.E.N.-Zentrum tätig, außerdem nahm er seit 1966 eine Honorarprofessur für Pädagogik an der Universität Frankfurt wahr. Fabian war seit 1976 Mitherausgeber der Zeitschrift Demokratische Erziehung.
1970 wurde er mit der Carl-von-Ossietzky-Medaille der Internationalen Liga für Menschenrechte ausgezeichnet, 1991 erhielt er den Bert-Donnepp-Preis – Deutscher Preis für Medienpublizistik.
Fabian starb 1992 im Alter von 89 Jahren. Die gemeinsame Grabstätte mit seiner Ehefrau Anne-Marie befindet sich auf dem Kölner Friedhof Melaten.

## Zitate
„Auch ich träume manchmal davon, dass es Deutschlands Bestimmung sein möge, den Abgrund zwischen Ost und West zu überbrücken, indem es die sozialistische Wirtschaftsbasis des Ostens mit der politischen Demokratie des Westens verbindet.“

## Werke
- Zusammen mit Kurt Lenz: Die Friedensbewegung: Ein Handbuch der Weltfriedensströmungen der Gegenwart. Berlin 1922
- Die Kriegsschuldfrage. Grundsätzliches und Tatsächliches zu ihrer Lösung. Leipzig 1925, Nachdruck Donat & Temmen, Bremen 1985 (Nachwort Fritz Fischer), ISBN 978-3-924444-08-2
- Klassenkampf um Sachsen. Ein Stück Geschichte 1918–1930. Löbau 1930
- Harro Kieser [Hrsg.], Dagmar Schlünder [Bearb.]: Die Presse der Sozialistischen Arbeiterpartei Deutschlands im Exil: 1933–1939; eine analytische Bibliographie. Mit einem Vorwort von Walter Fabian. München 1981, ISBN 3-446-12980-4.
- Mit sanfter Beharrlichkeit. Ausgewählte Aufsätze 1924–1991. Frankfurt/Main 1992 ISBN 3-7638-0187-1, herausgegeben und eingeleitet von Anne-Marie Fabian und Detlef Hensche.

Artikel:
In Der sozialistische Arzt:
- 6. Jg. (1930), Heft 3, (Juli), S. 134–137: Das erste deutsche Jugenderholungsheim (Textarchiv – Internet Archive).
- 8. Jg. (1932) Heft 6 (Juni), S. 99–101: NSDAP und geistige Arbeiter (Textarchiv – Internet Archive).

Im Aufbau:
- Letters to the Editor. Jg. 12. 1946, Nr. 24 (14. Juni 1946), S. 18
- Zum Schaffen Bernhard Seidmanns. Jg. 15. 1949, Nr. 22 (3. Juni 1949), S. 14

In Das Andere Deutschland:
- Ein Schweizer Fluechtlingsparlament. Jg. 7. 1945, Nr. 106 (15. November 1945), S. 5
- Franzoesische Stimmen zur deutschen Frage. Jg. 7. 1945, Nr. 108 (15. Dezember 1945), S. 6

In Sozialistische Warte:
- Eine Mozart-Biographie. Jg. 15. 1940, Nr. 1 (4. Januar 1940), S. 23
- Doeblins November-Roman. Jg. 15. 1940, Nr. 3 (2. Februar 1940), S. 83
- Tagebuch eines Schriftstellers. Jg. 15. 1940, Nr. 11 (9. Mai 1940), S. 319